# HOMO/LUMO/SOMO

Diagrama dos orbitais HOMO e LUMO de uma molécula.

HOMO e LUMO são os acrónimos para orbital molecular ocupado mais alto (em inglês highest occupied molecular orbital) e orbital molecular não ocupado mais baixo (lowest unoccupied molecular orbital), respectivamente. A diferença de energias do HOMO e LUMO, denominada salto de banda, algumas vezes pode servir como uma medida da excitabilidade da molécula: a menor energia, mais facilmente pode ser excitada.
Devido a sua natureza, importância e papel em reações químicas e seus mecanismos, HOMO e LUMO, são tratados como orbitais de fronteira, na teoria de OMF, Orbitais Moleculares de Fronteira (ou FMO, de Frontier Molecular Orbitals). Igualmente, no estudo de supercondutores, os termos orbitais de fronteira são usados.
O HOMO é aos semicondutores orgânicos e pontos quânticos, o que a banda de valência é aos semicondutores inorgânicos. A mesma analogia existe entre o LUMO e a banda de condução. A diferença de energia entre o HOMO e LUMO é considerada como a energia da banda proibida.
Quando a molécula forma um dímero o um agregado, a proximidade dos orbitais de moléculas diferentes induz à separação dos níveis de energia HOMO e LUMO. Esta separação produz subníveis vibracionais onde cada um tem sua própria energia, ligeiramente diferente um do outro. Quando há suficientes moléculas influenciando-se mutuamente (por exemplo, em um agregado), há tantos subníveis que não se percebe sua natureza discreta: formam um continuum. Não consideramos mais niveis de energia, sem bandas de energia.

## SOMO
Um SOMO é um orbital molecular ocupado por um só elétron (singly occupied molecular orbital), presente em radicais livres.